# Женска фудбалска репрезентација Естоније
Женска фудбалска репрезентација Естоније (ест. Eesti naiste jalgpallikoondis) је национални фудбалски тим који представља Естонију на међународним такмичењима и под контролом је естонијског Фудбалског савеза (ест. Eesti Jalgpalli Liit), владајућег тела за фудбал у Естонији.
Естонија је прву међународну утакмицу одиграла 19. августа 1994. године против Литваније. Домаћи терен репрезентације је стадион Лилекула у Талину, а тренутни менаџери су Анастасија Морковкина и Сирје Рупс. Естонија се никада није квалификовала за Светско првенство за жене или европско првенство за жене. Од достигнућа,  освојиле су годишњи женски Балтички куп 10 пута.

## Достигнућа
Утакмице и голови од 28. јун 2022.
Играчи чија су имена означена подебљаним словима су и даље активни, барем на клупском нивоу.
| Поз | Име                   | Период    | Ута | Гол |
| --- | --------------------- | --------- | --- | --- |
| 1   | Кетрин Ло             | 2007–2020 | 114 | 20  |
| 2   | Кети Онпу             | 2005–     | 113 | 3   |
| 3   | Каире Палмару         | 2001–2019 | 107 | 10  |
| 4   | Сигни Арна            | 2007–     | 102 | 26  |
| 5   | Ина Злиднис           | 2007–     | 93  | 0   |
| 6   | Пиле Радик            | 2007–     | 88  | 0   |
| 7   | Кристина Баникова     | 2013–     | 85  | 6   |
| 8   | Анастасија Морковкина | 1997–2015 | 75  | 40  |
| 9   | Каиди Јекимова        | 2000–2014 | 68  | 9   |
| 10  | Ханалис Јадла         | 2005–2015 | 66  | 2   |
| 10  | Хелери Сар            | 1996–2021 | 66  | 0   |

| Поз | Име                  | Период       | Гол | Ута | Просек |
| --- | -------------------- | ------------ | --- | --- | ------ |
| 1   | Анастасија Морковкин | 1997–2015    | 40  | 75  | 0.53   |
| 2   | Сигни Арна           | 2007–present | 26  | 102 | 0.25   |
| 3   | Катрин Ло            | 2007–2020    | 20  | 114 | 0.18   |
| 4   | Аве Пајо             | 2000–2010    | 19  | 40  | 0.48   |
| 5   | Каире Палмару        | 2001–2019    | 10  | 107 | 0.09   |
| 6   | Релика Вахер         | 1994–2006    | 9   | 48  | 0.19   |
| 6   | Каиди Јекимова       | 2000–2014    | 9   | 68  | 0.13   |
| 8   | Влада Кубасова       | 2013–        | 6   | 53  | 0.11   |
| 8   | Кристина Баникова    | 2013–        | 6   | 85  | 0.07   |
| 10  | Маргарита Матјухова  | 2006–2013    | 5   | 33  | 0.15   |

## Такмичарски рекорд

### Светско првенство за жене
| Светско првенство у фудбалу за жене − резултати | Светско првенство у фудбалу за жене − резултати | Светско првенство у фудбалу за жене − резултати | Светско првенство у фудбалу за жене − резултати | Светско првенство у фудбалу за жене − резултати | Светско првенство у фудбалу за жене − резултати | Светско првенство у фудбалу за жене − резултати | Светско првенство у фудбалу за жене − резултати | Светско првенство у фудбалу за жене − резултати |                  | Квалификациони резултати | Квалификациони резултати | Квалификациони резултати | Квалификациони резултати | Квалификациони резултати | Квалификациони резултати |
| Година                                          | Коло                                            | Позиција                                        | Ута                                             | Поб                                             | Нер                                             | Изг                                             | ГД                                              | ГП                                              | Ута              | Поб                      | Нер                      | Изг                      | ГД                       | ГП                       |                          |
| ----------------------------------------------- | ----------------------------------------------- | ----------------------------------------------- | ----------------------------------------------- | ----------------------------------------------- | ----------------------------------------------- | ----------------------------------------------- | ----------------------------------------------- | ----------------------------------------------- | ---------------- | ------------------------ | ------------------------ | ------------------------ | ------------------------ | ------------------------ | ------------------------ |
| 1991                                            | Део СССРа                                       | Део СССРа                                       | Део СССРа                                       | Део СССРа                                       | Део СССРа                                       | Део СССРа                                       | Део СССРа                                       | Део СССРа                                       | Део СССРа        | Део СССРа                | Део СССРа                | Део СССРа                | Део СССРа                | Део СССРа                |                          |
| 1995                                            | Нису учествовале                                | Нису учествовале                                | Нису учествовале                                | Нису учествовале                                | Нису учествовале                                | Нису учествовале                                | Нису учествовале                                | Нису учествовале                                | Нису учествовале | Нису учествовале         | Нису учествовале         | Нису учествовале         | Нису учествовале         | Нису учествовале         |                          |
| 1999                                            | Нису се квалификовале                           | Нису се квалификовале                           | Нису се квалификовале                           | Нису се квалификовале                           | Нису се квалификовале                           | Нису се квалификовале                           | Нису се квалификовале                           | Нису се квалификовале                           | 6                | 1                        | 0                        | 5                        | 6                        | 31                       |                          |
| 2003                                            | Нису се квалификовале                           | Нису се квалификовале                           | Нису се квалификовале                           | Нису се квалификовале                           | Нису се квалификовале                           | Нису се квалификовале                           | Нису се квалификовале                           | Нису се квалификовале                           | 8                | 0                        | 0                        | 8                        | 4                        | 36                       |                          |
| 2007                                            | Нису се квалификовале                           | Нису се квалификовале                           | Нису се квалификовале                           | Нису се квалификовале                           | Нису се квалификовале                           | Нису се квалификовале                           | Нису се квалификовале                           | Нису се квалификовале                           | 6                | 1                        | 1                        | 4                        | 6                        | 18                       |                          |
| 2011                                            | Нису се квалификовале                           | Нису се квалификовале                           | Нису се квалификовале                           | Нису се квалификовале                           | Нису се квалификовале                           | Нису се квалификовале                           | Нису се квалификовале                           | Нису се квалификовале                           | 10               | 3                        | 1                        | 6                        | 7                        | 44                       |                          |
| 2015                                            | Нису се квалификовале                           | Нису се квалификовале                           | Нису се квалификовале                           | Нису се квалификовале                           | Нису се квалификовале                           | Нису се квалификовале                           | Нису се квалификовале                           | Нису се квалификовале                           | 10               | 2                        | 1                        | 7                        | 8                        | 33                       |                          |
| 2019                                            | Нису се квалификовале                           | Нису се квалификовале                           | Нису се квалификовале                           | Нису се квалификовале                           | Нису се квалификовале                           | Нису се квалификовале                           | Нису се квалификовале                           | Нису се квалификовале                           | 3                | 0                        | 0                        | 3                        | 1                        | 7                        |                          |
| 2023                                            | У току                                          | У току                                          | У току                                          | У току                                          | У току                                          | У току                                          | У току                                          | У току                                          | У току           | У току                   | У току                   | У току                   | У току                   | У току                   |                          |
| Укупно                                          |                                                 | 0/9                                             | 0                                               | 0                                               | 0                                               | 0                                               | 0                                               | 0                                               | 43               | 7                        | 3                        | 33                       | 32                       | 169                      |                          |

*Жребови укључују утакмице где је одлука пала извођењем једанаестераца.

### Европско првенство у фудбалу за жене
| Европско првенство у фудбалу за жене − резултати | Европско првенство у фудбалу за жене − резултати | Европско првенство у фудбалу за жене − резултати | Европско првенство у фудбалу за жене − резултати | Европско првенство у фудбалу за жене − резултати | Европско првенство у фудбалу за жене − резултати | Европско првенство у фудбалу за жене − резултати | Европско првенство у фудбалу за жене − резултати | Европско првенство у фудбалу за жене − резултати |                  | Квалификациони резултати | Квалификациони резултати | Квалификациони резултати | Квалификациони резултати | Квалификациони резултати | Квалификациони резултати |
| Година                                           | Коло                                             | Позиција                                         | Ута                                              | Поб                                              | Нер                                              | Изг                                              | ГД                                               | ГП                                               | Ута              | Поб                      | Нер                      | Изг                      | ГД                       | ГП                       |                          |
| ------------------------------------------------ | ------------------------------------------------ | ------------------------------------------------ | ------------------------------------------------ | ------------------------------------------------ | ------------------------------------------------ | ------------------------------------------------ | ------------------------------------------------ | ------------------------------------------------ | ---------------- | ------------------------ | ------------------------ | ------------------------ | ------------------------ | ------------------------ | ------------------------ |
| 1984 to 1993                                     | Део СССРа                                        | Део СССРа                                        | Део СССРа                                        | Део СССРа                                        | Део СССРа                                        | Део СССРа                                        | Део СССРа                                        | Део СССРа                                        | Део СССРа        | Део СССРа                | Део СССРа                | Део СССРа                | Део СССРа                | Део СССРа                |                          |
| 1995                                             | Нису учествовале                                 | Нису учествовале                                 | Нису учествовале                                 | Нису учествовале                                 | Нису учествовале                                 | Нису учествовале                                 | Нису учествовале                                 | Нису учествовале                                 | Нису учествовале | Нису учествовале         | Нису учествовале         | Нису учествовале         | Нису учествовале         | Нису учествовале         |                          |
| 1997                                             | Нису се квалификовале                            | Нису се квалификовале                            | Нису се квалификовале                            | Нису се квалификовале                            | Нису се квалификовале                            | Нису се квалификовале                            | Нису се квалификовале                            | Нису се квалификовале                            | 6                | 0                        | 0                        | 6                        | 0                        | 43                       |                          |
| 2001                                             | Нису се квалификовале                            | Нису се квалификовале                            | Нису се квалификовале                            | Нису се квалификовале                            | Нису се квалификовале                            | Нису се квалификовале                            | Нису се квалификовале                            | Нису се квалификовале                            | 8                | 0                        | 0                        | 8                        | 6                        | 38                       |                          |
| 2005                                             | Нису се квалификовале                            | Нису се квалификовале                            | Нису се квалификовале                            | Нису се квалификовале                            | Нису се квалификовале                            | Нису се квалификовале                            | Нису се квалификовале                            | Нису се квалификовале                            | 6                | 1                        | 1                        | 4                        | 6                        | 26                       |                          |
| 2009                                             | Нису се квалификовале                            | Нису се квалификовале                            | Нису се квалификовале                            | Нису се квалификовале                            | Нису се квалификовале                            | Нису се квалификовале                            | Нису се квалификовале                            | Нису се квалификовале                            | 3                | 0                        | 0                        | 3                        | 2                        | 13                       |                          |
| 2013                                             | Нису се квалификовале                            | Нису се квалификовале                            | Нису се квалификовале                            | Нису се квалификовале                            | Нису се квалификовале                            | Нису се квалификовале                            | Нису се квалификовале                            | Нису се квалификовале                            | 8                | 0                        | 0                        | 8                        | 5                        | 31                       |                          |
| 2017                                             | Нису се квалификовале                            | Нису се квалификовале                            | Нису се квалификовале                            | Нису се квалификовале                            | Нису се квалификовале                            | Нису се квалификовале                            | Нису се квалификовале                            | Нису се квалификовале                            | 8                | 0                        | 0                        | 8                        | 0                        | 33                       |                          |
| 2022                                             | Нису се квалификовале                            | Нису се квалификовале                            | Нису се квалификовале                            | Нису се квалификовале                            | Нису се квалификовале                            | Нису се квалификовале                            | Нису се квалификовале                            | Нису се квалификовале                            | 10               | 0                        | 1                        | 9                        | 1                        | 40                       |                          |
| Укупно                                           | -                                                | -                                                | -                                                | -                                                | -                                                | -                                                | -                                                | -                                                | 49               | 1                        | 2                        | 46                       | 20                       | 224                      |                          |

*Жребови укључују утакмице где је одлука пала извођењем једанаестераца.

## Остала достигнућа
Куп Балтика за жене
- Шампионке (10): 2003, 2004, 2005, 2006, 2008, 2009, 2010, 2012, 2013, 2014